# 2 Brygada Strzelców Pieszych
2 Brygada Strzelców Pieszych – brygada piechoty Polskich Sił Zbrojnych.
Formowanie rozpoczęto w Szkocji lutym 1945. Zdolność bojową miała osiągnąć do 1 czerwca 1945. W walkach na froncie nie wzięła udziału. Oficerowie wywodzili się z 1 Korpusu Polskiego, a żołnierze w ok. 80% z armii niemieckiej lub organizacji Todta, do których to wcześniej zostali przymusowo wcieleni.
Stacjonowała pierwotnie w Peterculter, a następnie w Peterhead.
Wchodziła w skład 4 Dywizji Piechoty. Nawiązywała do tradycji 2 Dywizji Strzelców Pieszych walczącej we Francji w 1940.

## Skład organizacyjny i obsada personalna
Organizacja i obsada personalna na podstawie 4 Dywizja Piechoty – Pamięci żołnierzy 4 DP i ich dowódcy gen. Glabisza. s. 18.

Dowództwo i Kwatera Główna
- dowódca brygady – płk dypl. Stanisław Bień
- zastępca dowódcy – ppłk dypl. Wacław Kamionko
- szef sztabu – kpt. dypl. Zbigniew Władysław Nirreński
- oficer taktyczny – kpt. dypl. Wojciech Sekuła
- oficer informacyjno wywiadowczy – kpt. Franciszek Edward Gudz
- oficer łącznikowy – por. Mieczysław Pluta-Czachowski
- kwatermistrz – kpt. dypl. Władysław Frączek
  - oficer materiałowy – por. Eugeniusz Staruch
  - oficer zaopatrzenia – por. Kazimierz Matusewicz
  - oficer techniczny – rtm. Fijaś Tadeusz
- kapelan – ks. Dudek Ryszard
- dowódca kompanii sztabowej – ppor. Oskar Mieczysław Bidermann
- dowódca plutonu ochrony – ppor. Stefan Bijowski
- dowódca czołówki naprawczej – ppor. Edward Rękawek

Pododdziały
- 4 Warszawski batalion strzelców pieszych
- 5 Małopolski batalion strzelców pieszych
- 6 Kresowy batalion strzelców pieszych

## Znaki rozpoznawcze
- Patki: granatowe z seledynową żyłką[2]
- Otoki: granatowe[2]
- Znaki na wozach: czarna cyfra na zielonym tle – sztab: 87; 4 bsp: 60; 5 bsp: 61; 6 bsp: 62[2]